# Pseudobabylonella
Pseudobabylonella is een geslacht van weekdieren uit de klasse van de Gastropoda (slakken).

## Soorten
- Pseudobabylonella brasiliensis (Verhecken, 1991)
- Pseudobabylonella minima (Reeve, 1856)